# Gelukkig zijn
Gelukkig zijn is een nummer van Ann Christy. Het was tevens het nummer waarmee ze België vertegenwoordigde op het Eurovisiesongfestival 1975 in de Zweedse hoofdstad Stockholm. Daar werd ze uiteindelijk vijftiende, met 17 punten. Het was het enige Belgische nummer in de geschiedenis van het Eurovisiesongfestival dat in twee talen werd gezongen, namelijk het Nederlands en het Engels.

## Resultaat
| Plaats | Land        | Artiest       | Lied                         | Punten |
| ------ | ----------- | ------------- | ---------------------------- | ------ |
| 14     | Joegoslavië | Pepel in Kri  | Dan ljubezni                 | 22     |
| 14     | Monaco      | Sophie        | Une chanson c'est une lettre | 22     |
| 15     | België      | Ann Christy   | Gelukkig zijn                | 17     |
| 16     | Portugal    | Duarte Mendes | Madrugada                    | 16     |